# 전자서명
전자서명이라 함은, 서명자를 확인하고 서명자가 당해 전자문서에 서명했다는 사실을 나타내는 데 이용하려고, 특정 전자문서에 첨부되거나 논리적으로 결합된 전자적 형태의 정보를 말한다. 즉, 전자 파일을 만든 '작성자'를 증명하고 '해시값'을 비교해 문서의 수정 여부를 검출하는 방법이다.
- 공개 키 기반 구조(PKI) 기술측면에서 전자서명이란 전자문서의 해시(HASH)값을 서명자의 개인키(전자서명생성정보)로 변환(암호화)한 것으로서 RSA사에서 만든 PKCS#7 의 표준이 널리 사용되고 있다.

즉, 원래의 문서 내용을 A라고 하면 A의 해쉬 값을 잘 알려진 Hash 함수인 SHA1 같은 함수 하나를 정해 이런 Hash함수로 문서 A의 Hash 값을 구하고 이 Hash 값을, 보내는 사람(철수)의 Private Key 로 암호화 한다.
이런 다음 이렇게 암호화된 Hash값을 원래 문서 A 끝에 첨부하여 이 문서 전체를 받는 사람(영희)에게 보낸다.
영희는 먼저 메시지가 오면 해쉬값을 뺀 앞부분의 문서에 대해 철수가 사용했던 Hash함수를 이용해 받은 문서의 Hash값을 구한다. 그 다음 문서 뒤에 달린 암호화된 Hash값을 철수의 복호키로 복호화한 다음 이 복호화된 Hash값을, 받은 문서의 Hash값과 비교하게 된다.
이 두개의 Hash값이 동일한 값이면 서명이 올바른 것이고 값이 서로 다르거나 변환에 오류가 있으면 서명이 틀린 것이다.
- 전자서명은 수기서명과 동일한 효력을 지닌다.

디지털 서명은 송신자가 자신의 신원을 증명하는 절차이고, 전자서명은  그 절차의 특정 단계에서 사용하는 정보이다.

## 개요
종이문서의 서명(인감)과 같이 전자문서에 서명한 사람이 누구이지 확인하고 서명된 전자문서의 위·변조사실을 알 수 있도록 전자문서에 부착하는 특수한 형태의 디지털 정보를 말한다. 전자서명은 인감도장의 역할을 하는 '생성'과 인감증명의 역할을 하는 '검증' 등 한 쌍의 전자서명키로 구성되는데 생성키는 서명자만 보관해서 사용하고 전자서명검증키는 정보통신망을 통해 누구나 알 수 있도록 공개된다. 전자서명에 대한 인증은 한국증권전산(증권분야), 금융결제원(금융분야), 한국정보인증(전자거래분야), 정부전산정보관리소(행정분야) 등 4개 공인인증기관에서 하게 된다. 인증받은 전자서명키로 서명한 전자문서에 문제가 생기면 국가가 책임을 진다. 특히 암호화 기술이 이용되기 때문에 당사자 외에는 정보가 유출되지 않아 전자상거래가 활성화될 전망이다.

## 같이 보기
- 대한민국 전자서명법
- 디지털 서명
- PGP